# Risswerk
Als Risswerk wird eine Sammlung von Rissen, das heißt Karten, Pläne, Schnitte und sonstigen Projektionen und technischen Darstellungen im Vermessungswesen des Bergbaus (Markscheidewesen) bezeichnet. Ein Risswerk enthält hauptsächlich Informationen über Grubenbaue (bergmännische Hohlräume) und die Lagerstätte.
Das Risswerk eines Bergwerkes besteht aus denjenigen Teilen, welche vom Gesetzgeber im Allgemeinen Berggesetz (ABG) für die Preußischen Staaten seit dem Jahre 1865 vorgeschrieben waren und derzeit (seit 1980) als „Rißwerk“ im Bundesberggesetz (BBergG) und in der Verordnung über markscheiderische Arbeiten und Beobachtungen der Oberfläche (Markscheider-Bergverordnung; MarkschBergV) bezeichnet werden. In DIN 21902 Bergmännisches Risswerk (Gliederung des Bergmännischen Risswerk) wird Risswerk wie folgt definiert: „In § 63 BBergG festgelegter Begriff für die gesetzlich geforderten Darstellungen, bestehend aus dem Grubenbild und den sonstigen Unterlagen, wie Rissen, Karten und Plänen. Inhalt und Form des Rißwerkes ergeben sich aus der Markscheider-Bergverordnung, die Darstellung aus den Normen für das Bergmännische Rißwerk“.
Hingegen ist das Bergmännische Risswerk als Oberbegriff definiert, als „die Gesamtheit der markscheiderischen Darstellungen für bergmännische Zwecke“ (DIN 21902, Hrsg.: Fachnormenausschuß Bergbau (FABERG) im DIN Deutsches Institut für Normung e. V. Oktober 1999).